# Hristo Smirnenski
Pour les articles homonymes, voir Smirnenski.
Hristo Dimitrov Izmirliev (en bulgare : Христо Димитров Измирлиев), dit Hristo Smirnenski (en bulgare : Христо Смирненски), est un écrivain, poète et révolutionnaire bulgare né le 17 septembre 1898 à Koukouch et mort le 18 juin 1923 à Sofia.

## Biographie
Hristo Dimitrov Izmirliev né à Koukouch (aujourd’hui Kilkís, en Grèce) le 17 septembre 1898. Il est le fils du révolutionnaire bulgare Dimitar Hristov Izmirliev et d'Elissaveta Popanastassova, fille du prêtre Anastas Krastev. Sa famille émigre à Sofia après la Seconde guerre balkanique.
Ses premières œuvres paraissent dans le journal satirique N'importe quoi (« K'vo da e »). C'est dans la revue Larmes et rire (« Smyah I sulzi ») qu'apparaît pour la première fois le pseudonyme Smirnenski. En  1918 est publié son recueil intitulé « Soupirs de tout calibre en vers et en prose ». 
À partir de 1919, il devient un collaborateur actif de la presse communiste. En 1920 la revue « Rire rouge » publie le premier poème prolétarien de Smirnenski Le premier mai. En 1922 paraît son unique recueil de poèmes, sous le titre « Qu'il fasse jour ».
Hristo Smirnenski est mort le 18 juin 1923 de la tuberculose. Sa courte vie d’écrivain a duré huit années durant lesquelles il a produit quelque mille œuvres en prose et en vers, de différents genres, signés de près de soixante-dix pseudonymes.